# Anisaedus gaujoni
Anisaedus gaujoni är en spindelart som beskrevs av Simon 1893. Anisaedus gaujoni ingår i släktet Anisaedus och familjen Palpimanidae. Inga underarter finns listade i Catalogue of Life.